# رالف جي. رايت
رالف جي. رايت (بالإنجليزية: Ralph G. Wright)‏ هو سياسي أمريكي، ولد في 10 يونيو 1935. حزبياً، نشط في الحزب الديمقراطي. وقد انتخب عضو مجلس نواب فيرمونت.